# Katharina Eyssen
Katharina “Kati” Eyssen (nascida em Starnberg em 1983) é uma atriz e roteirista alemã. Em 2023, ela ganhou o Emmy Internacional de melhor série dramática com A Imperatriz da Netflix.

## Biografia
Eyssen estudou roteiro e dramaturgia na Universidade de Televisão e Cinema de Munique de 2005 a 2010. Sua mãe é a diretora de cinema Vivian Naefe e seu pai é o roteirista Remy Eyssen. Em 2018, ela tornou-se membro da Academia Alemã de Cinema.

## Filmografia

### Atriz
- 1995: Tatort: Blutiger Asphalt
- 2002: Bibi Blocksberg
- 2002: So schnell du kannst (filme para TV)
- 2003: Raus ins Leben (filme para TV)
- 2005: Wellen (filme para TV)
- 2006: Die Wilden Hühner
- 2006: Fünf-Sterne-Kerle inklusive (filme para TV)
- 2008: Mit einem Schlag (filme para TV)
- 2009: Die Wilden Hühner und das Leben
- 2012: Der Doc und die Hexe (série de TV, 2 episódios)

### Roteirista
- 2013: Heute bin ich blond
- 2016: Seitenwechsel
- 2017: Rockstars zähmt man nicht (filme para TV)
- 2017: Ein Dorf rockt ab (filme para TV)
- 2019: Rate Your Date
- 2019: Zeit der Geheimnisse
- 2022: Der Barcelona-Krimi: Der längste Tag (série de TV)
- 2022: Die Kaiserin